# Geoff Johns
Geoff Johns (Detroit, Michigan, Estados Unidos, 25 de janeiro de 1973) é um roteirista de histórias em quadrinhos e séries de televisão, e produtor de filmes e séries, reconhecido por seu trabalho na DC Comics, principalmente envolvendo a Sociedade da Justiça e os personagens Lanterna Verde e Flash.
Em fevereiro de 2010, foi nomeado Diretor de Criação da DC Comics. Em julho de 2016 foi nomeado Presidente da DC Entertainment, com a missão de gerenciar os filmes baseados nos heróis da editora.
O envolvimento de Johns com a DC Entertainment como produtor, escritor e executivo ajudou a transformar a franquia DC Extended Universe na décima primeira franquia de filmes com maior bilheteria de todos os tempos, tendo arrecadado mais de US$ 5,6 bilhões nas bilheterias globais. O filme de maior bilheteria da franquia até hoje é Aquaman, escrito e produzido por Johns, que arrecadou mais de US$ 1,15 bilhão em todo o mundo, tornando-se o filme da DC de maior bilheteria até hoje.
Ele co-desenvolveu as séries de TV The Flash (2014–2023), Titans (2018–2023), e Doom Patrol (2019–2023) e criou e produziu as séries de TV Batwoman (2019–2022), Stargirl (2020–2022) and Superman & Lois (2020–atualmente). Seu outro trabalho na televisão inclui escrever e produzir vários episódios de Blade, Smallville e Arrow.
Em 2018, ele deixou seu cargo executivo na DC Entertainment para abrir uma produtora, Mad Ghost Productions, enquanto continuava a trabalhar com a Warner Bros na escrita e produção de filmes, televisão e títulos de quadrinhos baseados no DC Extended Universe e outras propriedades da DC. como filmes Black Adam e Shazam! Fury of the Gods.
Em 2023, ele cofundou a empresa de mídia Ghost Machine ao lado de vários outros escritores e artistas de quadrinhos para publicar trabalhos independentes.

## Biografia
Johns se formou na Clarkston High School em 1991 e na Michigan State University em 1995. Após graduar-se na Michigan State, se mudou para Los Angeles, Califórnia. Lá ele se tornou assistente do diretor e produtor de cinema, Richard Donner. Geoff trabalhou em Teoria da Conspiração e Máquina Mortífera 4 antes de ingressar na indústria de quadrinhos.
Trabalhando na DC Comics, Marvel Comics, e outras editoras menores, Johns conquistou certa reputação e se tornou um dos mais elogiados escritores na indústria. Ele começou na DC Comics onde escreveu Stars and S.T.R.I.P.E., uma HQ baseada na segunda Sideral e seu padrasto F.A.I.X.A., o sidekick da versão original. Johns baseou a nova Sideral (Courtney Whitmore) na sua irmã Courtney, que faleceu na explosão do voo 800 da TWA em Long Island em 17 de julho de 1996. Em 2000, ele substituiu James Robinson como coescritor com David S. Goyer na Sociedade da Justiça América, iniciando um arco de sucesso que levaria a muitos cargos futuros para Johns.
Johns se tornou bastante conhecido por revitalizar antigos personagens, como os inimigos do Flash, conhecida como a Galeria de Vilões, seu trabalho na SJA, e o retorno de Hal Jordan na Tropa dos Lanternas Verdes. Isso acabou vindo com a tarefa de mexer em vários grandes eventos no Universo DC. Eventos como Dia de Julgamento, Lanterna Verde: Renascimento e Lanterna Verde: Recarga. Johns foi também o roteirista do grande evento da DC Comics "Crise Infinita". Esse evento, uma sequência de "Crise nas Infinitas Terras" de 1985, alterou significativamente o status quo do Universo DC.
No verão de 2005, Johns e outros proeminentes escritores da DC, como Grant Morrison, Greg Rucka, Mark Waid e Keith Giffen, tomaram uma pesada decisão editorial para guiar o Universo DC após os eventos de "Crise Infinita". Entre outros projetos, eles estão contribuindo para uma série semanal chamada "52" que irá durar um ano e cobrir os eventos que ocorreram durante o ano perdido antes do evento One Year Later. Em 2006, Johns juntou-se a Richard Donner para escrever Action Comics.
Ainda em 2006, Johns divide um estúdio de roteiro, The Empath Magic Tree House, com Jeph Loeb e Allan Heinberg. Johns está atualmente coescrevendo a série de TV do Blade com David S. Goyer para a Spike TV.
No cinema, foi co-produtor do filme Lanterna Verde, em 2011. Cinco anos depois, foi produtor executivo do filme Batman v Superman - A Origem da Justiça. Nos quadrinhos, escreveu em 2016 o especial DC Universe: Rebirth #1, que lança uma nova fase da editora do Superman. Este trabalho marca uma despedida de Johns dos quadrinhos, já que ele foi escolhido para o cargo de presidente da DC Entertainment, tendo a responsabilidade de supervisionar o Universo Estendido da DC. Em 2017, Johns retorna aos quadrinhos, para escrever a minissérie Doomsday Clock, que conclui a trama iniciada em DC Universe: Rebirth #1, com previsão de lançamento em novembro de 2017.

## Vida pessoal
Johns mora em Studio City com sua esposa, Sonia Choi, uma colorista e arte-finalista da DC Comics. Ele tornou-se pai pela primeira vez em 2016.
Sua irmão mais nova, Courtney, foi vítima do acidente do Voo TWA 800. A personagem da DC Comics, Courtney Whitmore, foi baseada nela.

## Bibliografia

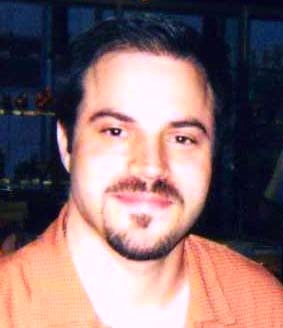
Geoff Johns em 2004.

### DC
- Silver Age: Showcase featuring the 7 soldiers of Victory (2000)
- Superman/Batman Secret Files & Origins 2003.
- Green Lantern: Rebirth (2003)
- Batman: Gotham Knights #49 (2004)
- DC Comics Presents: Batman (2004)
- Superman/Batman #26 (2006).
- Batman #606-607 (2002). Co-escrita por Ed Brubaker.
- Day of Judgment #1-5 (1999).
- JLA #115-119 (2005). Co-escrita por Allan Heinberg.
  - Countdown to Infinite Crisis #1 (2005).  Co-escrita por Greg Rucka e Judd Winick.
  - Infinite Crisis #1-7 (2005-2006)
  - 52 #1-52 (2006-2007).  Série semanal co-escrita por Geoff Johns, Grant Morrison, Mark Waid e Greg Rucka.
- Green Lantern: Sinestro Corps War (2007-2008)
- Booster Gold #1-10,#0,#1,000,000 (2007–2008)
- Final Crisis: Legion of Three Worlds #1-5 (2008–2009)
- Justice League: Origins (2011-2012)
- Justice League: Throne of Atlantis (2012)
- Batman: Earth One, graphic novel de 2012
- Batman: Earth One Vol. 2, graphic novel de 2015[10]
- DC Universe: Rebirth #1 (2016)
- Doomsday Clock (2017)

#### Sideral e a Sociedade da Justiça
- Star Spangled Comics #1 (1999).

- Stars and S.T.R.I.P.E.:
  - Stars and S.T.R.I.P.E. #0-14 (1999-2000).
  - Impulse #61 (2000).
  - Sins of Youth: Starwoman and the JSA Jr. #1 (2000).
  - Young Justice: Sins of Youth Secret Files & Origins #1 (2000). Co-escrita com Ben Raab

- JSA:
  - JSA #5-77, 81 (2000–2006), com David Goyer atuando como co-escritor pela maior parte das edições.
  - Justice Society of America (vol. 3) #1-26.
  - JSA: Our Worlds at War #1 (2001)
  - JLA/JSA: Virtue and Vice (2002): Graphic novel co-escrita por David Goyer.
  - JSA: All Stars #1-8 (2003). Minissérie co-escrita por David Goyer.
  - JSA Classified #1-4 (2005)

- Hawkman:
  - Hawkman (vol. 3) #1-6, 8-25 (2002–2004): Issues #1-6 & 7-8 Co-escrita com James Robinson.
  - Hawkman Secret Files & Origins #1 (2002)

#### Novos Titãs
- Mutano (co-escritas por Ben Raab):
  - Legends of the DC Universe 80-Page Giant #2 (1999).
  - Beast Boy #1-4 (1999-2000).
  - The Titans Annual #1 (2000).
  - Titans Secret Files and Origins #2 (2000).

- Novos Titãs:
  - Teen Titans (vol. 3) #0, 1/2, 1-26, 29-46
  - Teen Titans/Outsiders Secret Files and Origins 2003
  - Teen Titans/Legion Special #1 (2004): co-escrito com Mark Waid.
  - Teen Titans Annual #1 (2006), roteiro baseado em argumentos de Marv Wolfman.

#### Superman
- Superman: The Man of Steel #121 & 133 (2003)
- Superman (Vol. 2) #179-180, 184-187 & 189 (2002): #179-180 Co-escrita com Jeph Loeb.
- Superman Secret Files and Origins 2004: Lead story co-writer.
- Action Comics #837-840, 844-846, 850 (With Kurt Busiek), 851, Annuals 10 and 11, and 855-857 (Com Richard Donner), 858-873
- Superman (Vol. 1, reverted from Vol. 2 due to One Year Later) #650-653 (2006): Co-escrita com Kurt Busiek.
- Superman: New Krypton Special #1 (2008): Co-escrita com James Robinson e Sterling Gates.
- Superman: Secret Origin #1-6 (2009-2010)
- Adventure Comics #1-6 (2009–2010)

#### Flash
- The Flash (vol. 2) #164-225 (2000–2005)
- The Flash #1/2 (2005)
- The Flash: Iron Heights #1 (2001)
- The Flash: Our Worlds at War #1 (2001)
- The Flash Secret Files and Origins #3 (2001)
- Final Crisis: Rogues' Revenge #1-3 (2008)
- The Flash: Rebirth #1-6 (2009-2010)
- The Flash (vol. 3) #1- (2010-)

#### Lanterna Verde
- Green Lantern e Green Lantern Corps
  - Green Lantern: Rebirth #1-6 (2004-2005).
  - Green Lantern Secret Files and Origins 2005.
  - Green Lantern (volume 4) #1- (2005-).
  - Green Lantern Corps: Recharge (2005-2006). Co-responsável pelo argumento.
  - Final Crisis: Rage of the Red Lanterns #1 (2008)

- Blackest Night:
  - Blackest Night #1-8 (2009–2010). Minissérie em oito edições.
  - Blackest Night: Flash #1-3 (2009–2010). Minissérie em três edições.
  - Blackest Night: Tales of the Corps #1-3 (2009). Co-escrita por Peter Tomasi.
  - Blackest Night: The Atom and Hawkman #46 (2010).

- Sinestro Corps War (2007-2008)
- Brightest Day (2010-2011)
- War of the Green Lanterns (2011)

### Marvel
- The Avengers V.3 #57-76 (2002-2004)
- Morlocks #1-4 (2002). Minissérie em quatro edições.
- The Thing: Freakshow #1-4 (2002). Minissérie em quatro edições.
- Ultimate X-Men #1/2
- Vision #1-4 (2002). Minissérie em quatro edições.

### Outras editoras
- Metal Hurlant #2 (Humanoids Publishing, 2002)
- B.P.R.D.: Night Train #1 (Dark Horse, 2003)
- Eye of the Storm #1 (DC/Wildstorm, 2003)
- The Possessed #1-6 (DC/Wildstorm/Cliffhanger, 2003)
- Witchblade #67 (Image/Top Cow, 2003)
- Tomb Raider: Scarface’s Treasure (Dynamic Forces/Top Cow, 2003)
- Tom Strong #25 (DC/Wildstorm/ABC, 2004)
- Olympus (Les Humanoides Associés, France, 2005)
- Ekos
- Aspen #1-3
- Aspen The Extended Edition

### Entrevistas
- Uma entrevista feita no começo de sua carreira.
- «february 2002» entrevista sobre o Gavião Negro.
- «january 2003» entrevista sobre os Vingadores.
- «november 2002» entrevista sobre os Novos Titãs.
- «april 2002» entrevista sobre O Coisa: Circo de Horrores".
- «Another interview» quando perguntado sobre seu projeto favorito até então, ele respondeu: Estou muito orgulhoso de The Flash: Iron Heights, JSA #29 e Reino Sombrio."
- «may 2005» enttrevista sobre "Lanterna Verde".
- anúncio de Johns sobre o fim de seu trabalho em "Flash".